# András Ruják
András Ruják (nacido el 30 de julio de 1988 en Budapest) es un jugador de baloncesto húngaro que actualmente pertenece a la plantilla del Atomerőmű SE de la A Division, la máxima división húngara. Con 1,87 metros de altura juega en la posición de Base. Es internacional absoluto con Hungría.

## Trayectoria Profesional

### Categorías inferiores
Internacional con las categorías inferiores de la selección de baloncesto de Hungría, disputó el Europeo Sub-18 División B de 2006, celebrado en Rumania, en el que la selección húngara quedó en 11.ª posición y el Europeo Sub-20 División B de 2008, celebrado en Târgu Mureș, Rumania, en el que la selección húngara quedó en 12.ª posición.
En el Europeo Sub-18 División B de 2006 jugó 8 partidos con un promedio de 6,1 puntos (72,4% en tiros de 2), 2,8 rebotes, 1,4 asistencias y 1 robo en 16 min de media.
En el Europeo Sub-20 División B de 2008 jugó 5 partidos con un promedio de 4 puntos (72,7% en tiros de 2 y 50% en tiros libres), 2,6 rebotes, 1 asistencia y 1,4 robos en 16,6 min de media.

### Absoluta
Debutó con la absoluta de Hungría en 2014, en la 2.ª Fase de Clasificación para el EuroBasket 2015, no logrando la selección de baloncesto de Hungría clasificarse.
Jugó 6 partidos con un promedio de 2,5 puntos (50% en tiros de 2) y 1,3 rebotes en 7,5 min de media.
En 2016, disputó la Fase de Clasificación para el EuroBasket 2017, consiguiendo la selección de baloncesto de Hungría clasificarse tras 18 años de ausencia.
Jugó 3 partidos con un promedio de 3,3 puntos (50% en tiros libres), 2 rebotes y 1,3 asistencias en 17 min de media.
En 2017, fue convocado para el EuroBasket 2017, celebrado entre Finlandia, Israel, Rumania y Turquía, donde la selección húngara quedó en 15.ª posición.
Jugó 4 partidos con un promedio de 2,3 puntos (37,5% en triples) y 1 rebote en 10,3 min de media.